# Гарисон (Небраска)
Гарисон (енгл. Garrison) град је у америчкој савезној држави Небраска.

## Демографија
По попису из 2010. године број становника је 54, што је 13 (-19,4%) становника мање него 2000. године.
| Група             | 2000.      | 2010.      |
| Белци             | 64 (95,5%) | 53 (98,1%) |
| Афроамериканци    | 0 (0,0%)   | 0 (0,0%)   |
| Азијати           | 0 (0,0%)   | 0 (0,0%)   |
| Хиспаноамериканци | 0 (0,0%)   | 1 (1,9%)   |
| Укупно            | 67         | 54         |